# نسمة محمود
ممثلة مصرية .درست التمثيل والإخراج بمعهد فنون مسرحية
كانت بدايتها تليفزيونية في مسلسلات مثل: (الحاوي) 1996، (هارون الرشيد) 1997 شاركت بالعديد من الأعمال المسرحية والتلفزيونية والافلام منها فيلم ( الصوره تطلع حلوه ) كما شاركت بالفوازير واتجهت في عام 2022 الي تقديم البرامج حيث اصبحت من الاعلامين ذو طابع مؤثر علي المجتمع .

## حياتها
ممثلة وإعلاميه مصرية شقت طريقها نحو النجومية حيث انها تتميز بأداء ادوارها بالتلقائية وعدم التكلف.
بدأت مسيرتها الفنية من خلال مسلسل (هارون الرشيد) مع النجم نور الشريف والذي يلم اضحك الصوره تطلع حلوه مع احمد زكي ولها عدة أدوار في عدد من المسلسلات والأفلام والمسرحيات .
توقفت عن التمثيل فترة لانشغالها باطفالها ثم عادت ببطولة مسلسل انا عندى حلم وهو مسلسل تم تصويره بالكامل في أمريكا واتجهت الي تقديم البرامج سنة ٢٠٢٢
درست التمثيل والإخراج بمعهد فنون مسرحية

## أعمالها

### المسلسلات
- السجل الاسود 2024
- يساوي صفر 2023
- ارواح خفية 2023
- زودياك 2019
- شطرنج ج3[4] 2016
- شطرنج ج1 2015
- شطرنج ج2 2015
- خيبر 2013
- مدرسة الأحلام 2013
- النار والطين 2012
- بنات شقية 2011
- أنا عندي حلم 2010
- ظل المحارب 2008
- الخيول 2002
- إحنا نروح القسم 2001
- قط وفار فايف ستار 2000
- افتح قلبك. 1999
- الحاوي 1997
- السرايا 1997
- زيزينيا ج1: الولي والخواجة. 1997
- هارون الرشيد. 1997
- أبو العلا ٩ 1996
- أحلام الغروب. 1996
- لعبة الأيام. 1996
- الفرسان. 1995
- حكايات مجنونة. 1995
- عظماء في التاريخ 1995
- عظمة يا ست 1995
- القضاء في الإسلام ج4 1993
- حبيبي حبيبتي
- يوميات مصري

### سيت كوم
- عبد الله كل مرة:2011

### مسلسلات إذاعية
- المستخبي 2014
- عائلة مرزوق أفندي 1959
- من الجاني
- حكايات مصريه

### أفلام
- خلطة عمري 2016
- سيد كتاوت 2015
- السلم والثعبان 2001
- اضحك الصورة تطلع حلوة 1998
- ساعة الانتقام 1998
- إثر حادث أليم 1997
- رجل مهم جدا (ڤي آي پي) 1996

### سهرة تلفزيونية
- عاصفة من الماضي 2003
- نفقة وطلاق ومؤخر صداق 2001
- صورة تذكارية 1999
- الصحوة
- بين الفقه والجمال والسياسة

### مسرحيات
- باب الفتوح[5] 2014
- ماحصلش 2012
- مافيش حاجه نضحك 2012
- الجميلة والوحشين 1996
- بيت الطيب 2013

### الفوازير
- الحلو ما يكملش 1997

### برنامج
- نسمة حياة 2022 مقدمة البرنامج
- مساء الفن 2016 ضيف[6]

## وصلات خارجية
- نسمة محمود على موقع الدهليز
- نسمة محمود على موقع قاعدة بيانات الأفلام العربية